# Varenna dal Castello di Vezio
Varenna dal Castello di Vezio è un dipinto di Piero Fornasetti. Eseguito nel 1939, appartiene alle collezioni d'arte della Fondazione Cariplo.

## Descrizione
Questa veduta del borgo di Varenna e del lago di Como, presa dal castello di Vezio, testimonia l'adesione di Fornasetti ad alcuni stilemi della pittura novecentista, in particolare la geometrizzazione delle masse compositive e l'atmosfera magico-realista e quasi metafisica.